# تریسی بانهم
تریسی بانهم (انگلیسی: Tracy Bonham؛ زادهٔ ۱۶ مارس ۱۹۶۷) یک موسیقی‌دان اهل ایالات متحده آمریکا است.